# Polyzonus cuprarius
Polyzonus cuprarius es una especie de escarabajo longicornio del género Polyzonus, subfamilia Cerambycinae, tribu Callichromatini. Fue descrita científicamente por Fairmaire en 1887.
El período de vuelo ocurre en los meses de junio, julio y agosto.

## Descripción
Mide 15-22 milímetros de longitud.

## Distribución
Se distribuye por China y Vietnam.